# José Antonio Gallardo
José Antonio Gallardo Marín (Torremolinos (Málaga), 31 de diciembre de 1961 - † Málaga, 15 de enero de 1987) fue un futbolista español que actuaba en la posición de portero.
Debutó en Primera División contra la Real Sociedad el 9 de septiembre de 1984.
El 21 de diciembre de 1986, en un partido de Segunda División contra el Celta de Vigo en Balaídos sufrió un choque con el delantero brasileño Baltazar en un principio se recuperó satisfactoriamente, pero diecisiete días después del golpe cayó en estado de coma. Una semana después moría en Málaga. Ganador del trofeo Zamora de segunda división en este año, entregado póstumamente.

## Clubes
| Club      | País   | Año       |
| --------- | ------ | --------- |
| Malagueño | España | 1979-1984 |
| Málaga    | España | 1984-1987 |